# Орчежъярви
Орчежъярви — пресноводное озеро на территории Кривопорожского сельского поселения Кемского района Республики Карелии.

## Общие сведения
Площадь озера — 1,8 км², площадь водосборного бассейна — 56,2 км². Располагается на высоте 111,7 метров над уровнем моря.
Форма озера лопастная, продолговатая: оно вытянуто с запада на восток. Берега изрезанные, каменисто-песчаные, местами заболоченные.
Через озеро протекает река Орчежоя, впадающая в реку Кемь.
В озере расположено не менее трёх безымянных островов различной площади.
У западного залива озера проходит лесная дорога.
Код объекта в государственном водном реестре — 02020000911102000006077.